# Élections générales haïtiennes de 2015-2016
Les élections générales haïtiennes de 2015-2016 se déroulent pour le premier tour le 9 août 2015 et pour le second tour le 25 octobre 2015, pour élire les 119 députés de la chambre et 20 des 30 sièges du sénat.
Un second tour complémentaire a lieu le 20 novembre 2016 pour six sièges de sénateurs et 24 sièges de députés, dont les résultats ont été invalidés, en même temps que l'élection présidentielle et le premier tour des élections sénatoriales.

## Contexte
Le scrutin est organisé avec jusqu'à quatre ans de retard alors que le pays n'est pas remis du séisme de 2010. Les élections pour la Chambre des députés, initialement prévues pour le 26 octobre 2014, ont été reportées d'un an. Des élections sénatoriales (renouvelant le tiers des sénateurs élus en 2006) devaient avoir lieu fin 2011 puis en mai 2012. À l'issue de cette date, les sénateurs concernés voient leurs sièges déclarés vacants. L'autre tiers du Sénat, élu en 2009, voit son mandat prolongé de deux ans en janvier 2013. Le renouvellement des 2/3 du Sénat est alors prévu en même temps que celui de la Chambre des députés.
Le Premier ministre, Laurent Lamothe, démissionne le 14 décembre et est remplacé par le nationaliste Evans Paul. Fin décembre, alors que le mandat des parlementaires à renouveler expire le 12 janvier, le président Martelly se met d'accord avec les présidents des deux chambres pour prolonger leurs mandats jusqu'à la tenue du scrutin en avril. Finalement, le mandat de la Chambre des députés et de deux tiers des sénateurs prend fin sans la ratification de l'accord, ce qui rend le Parlement non fonctionnel. Le président peut alors gouverner par décrets.
Le 15 mars, le scrutin est fixé aux 9 août et 25 octobre 2015.

## Mode de scrutin

### Chambre des députés
La Chambre des députés est la chambre basse du parlement bicaméral haïtien. Elle est composée de 119 sièges pourvus pour quatre ans au suffrage direct selon une version modifiée du scrutin uninominal majoritaire à deux tours dans autant de circonscriptions. Pour l'emporter au premier tour, un candidat doit recueillir la majorité absolue ou une avance sur le candidat suivant au moins égale à 25 % des votes valides. À défaut, un second tour est organisé entre les deux candidats arrivés en tête, et celui recueillant le plus de voix est déclaré élu.

### Sénat
Le Sénat de la République est la chambre haute du parlement bicaméral haïtien. Il est composé de 30 sièges pourvus pour six ans au suffrage direct mais renouvelés par tiers tous les deux ans.  Chacun des dix départements du pays dispose de trois sièges, dont un renouvelé à chaque élection pour un total de dix sièges à pourvoir. 
Le scrutin a lieu selon une version modifiée du scrutin uninominal majoritaire à deux tours dans autant de circonscriptions que de sièges à pourvoir, celles ci correspondants aux dix départements d'Haïti. Pour l'emporter au premier tour, un candidat doit recueillir la majorité absolue ou une avance sur le candidat suivant au moins égale à 25 % des votes valides. À défaut, un second tour est organisé entre les deux candidats arrivés en tête, et celui recueillant le plus de voix est déclaré élu.

## Principales forces politiques
| Force politique | Force politique                                                   | Chef de file              | Idéologie                                                                  | Résultats en 2006                       |
| --------------- | ----------------------------------------------------------------- | ------------------------- | -------------------------------------------------------------------------- | --------------------------------------- |
|                 | Inite-LAPEH                                                       | Jude Célestin             | Centre droit à droite Libéral-conservatisme, démocratie chrétienne         | 29,68 % des voix 35 députés 5 sénateurs |
|                 | Rassemblement des démocrates nationaux progressistes (RDNP)       | Michel André              | Droite Nationalisme, démocratie chrétienne, conservatisme                  | 20,41 % des voix 11 députés 1 sénateur  |
|                 | Parti haïtien Tèt Kale (PHTK)                                     | Jovenel Moïse             | Centre à centre gauche Social-libéralisme                                  | 10,12 % des voix 10 députés 1 sénateur  |
|                 | Haïti en action                                                   | Youri Latortue            | Extrême droite Nationalisme, régionalisme, indépendantisme, républicanisme | 7,71 % des voix 8 députés 1 sénateur    |
|                 | Organisation du peuple en lutte (OPL)                             | Andris Riché              | Centre à centre droit Social-démocratie, néolibéralisme                    | 6,81 % des voix 7 députés 1 sénateur    |
|                 | Union nationale chrétienne pour la reconstruction d'Haïti (UNCRH) | Charles-Henri Baker       | Droite à extrême droite Nationalisme, protectionnisme, populisme de droite | 5,24 % des voix 4 députés 1 sénateur    |
|                 | Fanmi Lavalas                                                     | Maryse Narcisse           | Centre droit Libéralisme, démocratie populaire                             | 4,23 % des voix 3 députés 1 sénateur    |
|                 | Renmen Ayiti                                                      | Jean-Henry Céant          | Centre Centralisme, social-démocratie                                      | 3,34 % des voix 3 députés 0 sénateur    |
|                 | Platfom Pitit Desalin (PPD)                                       | Jean-Charles Moïse        | Gauche à extrême gauche Anticapitalisme, socialisme, populisme de gauche   | Nouveau                                 |
|                 | Parti fusion des sociaux-démocrates haïtiens (PFSDH)              | Edmonde Supplice Beauzile | Centre gauche à gauche Socialisme, social-démocratie, libéral socialisme   | Nouveau                                 |

## Résultats
Ci-dessous, les résultats du scrutin,,,

### Élections à la Chambre des députés
| Partis      | Partis | Sièges |
| ----------- | ------ | ------ |
| Total : 119 |        |        |

### Élections sénatoriales
| Partis     | Partis                                                    | Sièges |
| ---------- | --------------------------------------------------------- | ------ |
|            | PHTK                                                      | 5      |
|            | Inite                                                     | 4      |
|            | Haïti en action                                           | 2      |
|            | Organisation du peuple en lutte                           | 1      |
|            | Rassemblement des démocrates nationaux progressistes      | 1      |
|            | Fanmi Lavalas                                             | 1      |
|            | Union nationale chrétienne pour la reconstruction d'Haïti | 1      |
|            | Platfom Pitit Desalin                                     | 1      |
|            | Autres                                                    | 4      |
| Total : 20 |                                                           |        |

## Suites
Le scrutin législatif est remporté par le PTHK du président sortant Michel Martelly.
Après la fin du mandat de celui-ci, Jocelerme Privert est élu le 14 février président de la République à titre provisoire par le Sénat de la République et la Chambre des députés réunis en Assemblée nationale,. Le 25 février, il nomme Fritz Jean. Le 22 mars, après le rejet par le Parlement du gouvernement de Jean, il nomme Enex Jean-Charles pour lui succéder.
Un second tour complémentaire pour six sièges de sénateurs et 24 sièges de députés, dont les résultats ont été invalidés, est fixé pour le 5 octobre 2016, puis reporté après le passage de l'ouragan Matthew. Il a finalement lieu le 20 novembre 2016, en même temps que l'élection présidentielle haïtienne de novembre 2016 et le premier tour des élections sénatoriales haïtiennes de 2016-2017.
Élu en novembre 2016, Jovenel Moïse est investi le 7 février 2017. Le 22 février 2017, il nomme Jack Guy Lafontant au poste de Premier ministre.. Il est assermenté le 21 mars,.